# Elvis Now
| Recensione   | Giudizio |
| ------------ | -------- |
| AllMusic     | [ 2 ]    |
| MusicHound   | [ 3 ]    |
| Rough Guides | [ 4 ]    |

Elvis Now è il 34° album in studio di Elvis Presley pubblicato nel 1972.

## Contenuti
I brani provengono da sedute di registrazione realizzate fra il 1969 e il 1971 nello Studio B di Nashville tranne Hey Jude che fu registrata all'American Sound Studio di Memphis all'inizio del 1969. I Was Born About Ten Thousand Years Ago risale invece al giugno 1970 ed era già comparsa, in forma frammentaria, sul disco Elvis Country dello stesso anno.

## Tracce[7]
Lato 1
1. Help Me Make It Through the Night (Kris Kristofferson) - 2:49
2. Miracle of the Rosary (Lee Denson) - 1:52
3. Hey Jude (John Lennon, Paul McCartney) - 4:31
4. Put Your Hand In the Hand (Gene MacLellan) - 3:17
5. Until It's Time for You to Go (Buffy Sainte-Marie) - 3:59

Lato 2
1. We Can Make the Morning (Jay Ramsey) - 3:56
2. Early Mornin' Rain (Gordon Lightfoot) - 2:57
3. Sylvia (Geoff Stephens, Les Reed) - 3:18
4. Fools Rush In (Where Angels Fear to Tread) (Johnny Mercer, Rube Bloom) - 3:18
5. I Was Born About Ten Thousand Years Ago (trad., arrang. Elvis Presley) - 3:12

## Formazione
- Elvis Presley - voce solista; chitarra acustica
- James Burton - chitarra
- Norbert Putnam - basso
- Chip Young - chitarra ritmica
- Charlie Hodge - chitarra ritmica acustica
- David Briggs - pianoforte
- Jerry Carrigan - batteria, percussioni
- Charlie McCoy - armonica a bocca; organo, percussioni
- Kenneth Buttrey - batteria
- Reggie Young - chitarra solista
- Bobby Wood - piano
- Bobby Emmons - organo
- Tommy Cogbill - basso
- Mike Leech - basso
- Gene Chrisman - batteria
- Joe Moscheo - piano
- Glen Spreen - organo